# Eucheilota birabeni
Eucheilota birabeni is een hydroïdpoliep uit de familie Lovenellidae. De poliep komt uit het geslacht Eucheilota. Eucheilota birabeni werd in 1962 voor het eerst wetenschappelijk beschreven door Tundisi. 